# Crotalaria laburnoides
Crotalaria laburnoides är en ärtväxtart som beskrevs av Johann Friedrich Klotzsch. Crotalaria laburnoides ingår i släktet sunnhampor, och familjen ärtväxter. IUCN kategoriserar arten globalt som livskraftig. Inga underarter finns listade i Catalogue of Life.